# Teedra Moses
Teedra Shenita Moses (Queens, 17 dicembre 1976) è una cantautrice statunitense.

## Biografia
I primi due singoli di Tedra Moses, Be Your Girl e You'll Never Find (a Better Woman), hanno raggiunto rispettivamente l'87ª e l'86ª posizione della Billboard Hot 100. Nel 2004 è stato pubblicato il suo album di debutto Complex Simplicity, arrivato alla 168ª posizione della Billboard 200. Ad agosto 2015 è uscito il suo secondo disco Cognac & Conversation.
Moses si è affermata soprattutto come autrice di brani per artisti come Raphael Saadiq, Macy Gray e Mary J. Blige.

## Discografia

### Album in studio
- 2004 – Complex Simplicity
- 2015 – Cognac & Conversation

### Mixtape
- 2004 – The Young Hustla Compilation
- 2007 – Young Hustla Compilation Vol II: Live from the Jungle
- 2009 – Lionhearted – Young Hustla Vol III
- 2010 – Royal Patience ... A Love Journey
- 2011 – Luxurious Undergrind
- 2015 – ClairVoyant

### Singoli
- 2004 – Be Your Girl
- 2004 – You'll Never Find (a Better Woman) (feat. Jadakiss)
- 2005 – You Better Tell Her
- 2010 – R U 4 Real
- 2010 – Another LuvR (feat. Wale)
- 2013 – Can't Be Luv
- 2013 – Secrets of Life
- 2014 – All I Ever Wanted (feat. Rick Ross)
- 2015 – Get It Right
- 2015 – That One (feat. Anthony Hamilton)
- 2019 – Cabernet Sauvignon
- 2020 – Feels Good (feat. Dave B)
- 2021 – I'm Gonna Be Your Lover (Tonight) (feat. Brody and Uncle Chucc)